# Papaver belangeri
Papaver belangeri là một loài thực vật có hoa trong họ Anh túc. Loài này được Boiss. mô tả khoa học đầu tiên.